# Heritage Auctions
Heritage Auctions est une maison de vente aux enchères multinationale américaine basée à Dallas, au Texas. Fondée dans les années 70 et 80 à partir d'un partenariat entre deux collectionneurs rivaux, Heritage est commissaire-priseur de collections numismatiques, de bandes dessinées, de beaux-arts, de livres, d'accessoires de luxe, de biens immobiliers et de souvenirs de films, de musique, d'histoire et de sports.

## Histoire
Heritage Auctions est né d'un partenariat entre deux collectionneurs, Steve Ivy et Jim Halperin. En 1967, Ivy a quitté l'université du Texas à Austin pour former la Steve Ivy Rare Coin Co. à Dallas, au Texas. En 1971, Halperin fonde les New England Rare Coin Galleries alors qu'il est encore en première année à l'université de Harvard et qu'il abandonnera également ses études par la suite. C'est Ivy qui a créé la première Heritage Auctions à Dallas en 1976, à partir de sa petite entreprise précédente. Les deux « rivaux amicaux » se rencontraient souvent lors de salons professionnels et de ventes aux enchères. En 1982, Halperin a vendu son entreprise de Boston et s'est installé à Dallas pour rejoindre Ivy et Heritage Auctions ; avec lui, il a amené Marc Emory, un associé qui dirige ce qui fait maintenant partie des opérations européennes de Heritage. Greg Rohan a rejoint la société en 1986 et en est aujourd'hui le président,. Outre Ivy, Halperin, Rohan et Emory, la société compte quatre autres partenaires : Paul Minshull, Ryan Carroll, Todd Imhof et Cristiano Bierrenbach.
En 1996, la société a lancé un site web pour permettre la vente et l'achat de pièces dans le cadre d'enchères en ligne. Cela a permis à Heritage d'élargir sa liste de vendeurs et d'acheteurs potentiels. À l'instigation de Halperin, Heritage a commencé à étendre son modèle commercial pour inclure des objets de collection au-delà de la numismatique en incluant d'abord les ventes aux enchères de comics en 2001. La société a lancé un département de souvenirs en 2003 et sa première vente aux enchères a été évaluée à environ 2 millions de dollars. Au milieu des années 2000, Heritage a fait son entrée sur le marché des souvenirs de musique, de divertissement et de cinéma. En avril 2006, la maison de vente aux enchères tenait sa troisième vente aux enchères bisannuelle d'objets de collection ayant appartenu à des acteurs, musiciens, réalisateurs et autres cinéastes célèbres. Les collections vendues aux enchères comprenaient de nombreux accessoires, pièces de décor et vêtements provenant des plateaux de tournage de films et de séries télévisées célèbres de l'histoire, ainsi que des effets personnels de plusieurs artistes musicaux. En 2010, Heritage a lancé sa division d'articles de luxe, qui comprend des bijoux, des sacs à main et d'autres accessoires. Dans certains cas, des articles rares issus de ces ventes aux enchères se sont vendus pour plus de deux cent mille dollars. En 2013, la maison de vente aux enchères a également mis aux enchères de l'art moderne et contemporain, y compris des œuvres d'artistes tels que Pablo Picasso, Andy Warhol, Joan Mitchell et Edward Ruscha.

## Opérations
Depuis 2006, le siège de Heritage Auctions est situé en face du Reverchon Park (en) sur Maple Avenue à Dallas. Les bureaux occupent cinq étages, dont une salle de ventes au rez-de-chaussée. La société a également des bureaux à New York, situés sur Park Avenue. Ses activités à New York sont principalement axées sur l'industrie des beaux-arts. Heritage possède un site sur la côte ouest à Beverly Hills, en Californie, situé sur Olympic Boulevard. En 2011, Heritage a acquis Greg Martin Auctions à San Francisco, en Californie, formant ainsi la division de la maison de vente aux enchères spécialisée dans les armes et l'armement. En novembre 2011, Heritage emploie environ 385 personnes, dont la plupart travaillent dans ses bureaux de Dallas.
Heritage a étendu ses activités en ajoutant un bureau à Hong Kong en 2015. Au printemps 2017, la société a créé une succursale en Floride avec des bureaux à Palm Beach. En janvier 2017, Heritage a ouvert un bureau à Chicago, dans l'Illinois, sur un site d'Ohio Street auparavant détenu par son concurrent Sotheby's.

## Enchères
En octobre 2011, Heritage a mis aux enchères les biens personnels et les souvenirs de cinéma de l'acteur John Wayne pour 5,4 millions de dollars. Le béret qu'il portait dans Les Bérets verts a rapporté 179 250 dollars. Le mois suivant, un exemplaire d'Action Comics 1, précédemment détenu par Nicolas Cage, s'est vendu pour 2,16 millions de dollars, battant le précédent prix record de la bande dessinée de 1,5 million de dollars. En décembre 2015, une vente aux enchères a rapporté plus de trois millions de dollars pour des souvenirs de la collection personnelle de Sylvester Stallone.
Une estampe sur le thème du baseball de l'illustrateur américain Norman Rockwell a été vendue aux enchères du patrimoine en août 2017 pour 1,6 million de dollars. L'œuvre était une étude de Tough Call (en) de Rockwell,.
Dans le cadre d'une série de ventes aux enchères qui se poursuivront à partir de 2018, Heritage Auctions met aux enchères une collection de souvenirs provenant de la succession de Neil Armstrong, décédé en 2012,,. Il s'agit de la toute première vente aux enchères de la collection personnelle de l'astronaute et elle est prévue pour coïncider avec le 50e anniversaire du premier alunissage en 1969. Environ3 000 objets ont été mis aux enchères et, en octobre 2019, les enchères ont rapporté environ douze millions de dollars.
En janvier 2019, une pièce de 1 cent Lincoln de 1943 s'est vendu aux enchères de Heritage pour 204 000 dollars. La pièce de cuivre a été créée par erreur en 1943, alors que le cuivre était censé être réservé à l'effort de guerre,. Un dessin original sur papier de 1930, tiré de la première bande dessinée de Tintin, Tintin au pays des Soviets, a été vendu aux enchères du Patrimoine en juin 2019,,. Le 20 novembre 2019, Blueberry Custard (1961) de Wayne Thiebaud a été vendu aux enchères du patrimoine pour 3,225 millions de dollars, le deuxième prix le plus élevé pour une œuvre de l'artiste de Sacramento, en Californie. Le lendemain, une bande dessinée Marvel Comics n°1 en parfait état s'est vendue pour 1,26 million de dollars, établissant le record de la comics Marvel la plus chère vendue aux enchères publiques.